# Lou de Palingboer
Louwrens Voorthuijzen (uitspraak: Lauw, bijnaam: Lou de Palingboer) (Anna Paulowna, 19 februari 1898 – Agimont, 23 maart 1968) was een Nederlands charismatisch leider van een nieuwe religieuze beweging. Ondanks het geringe aantal volgelingen, besteedden de Nederlandse media relatief veel aandacht aan deze "sekteleider", zoals zij hem over het algemeen betitelden.

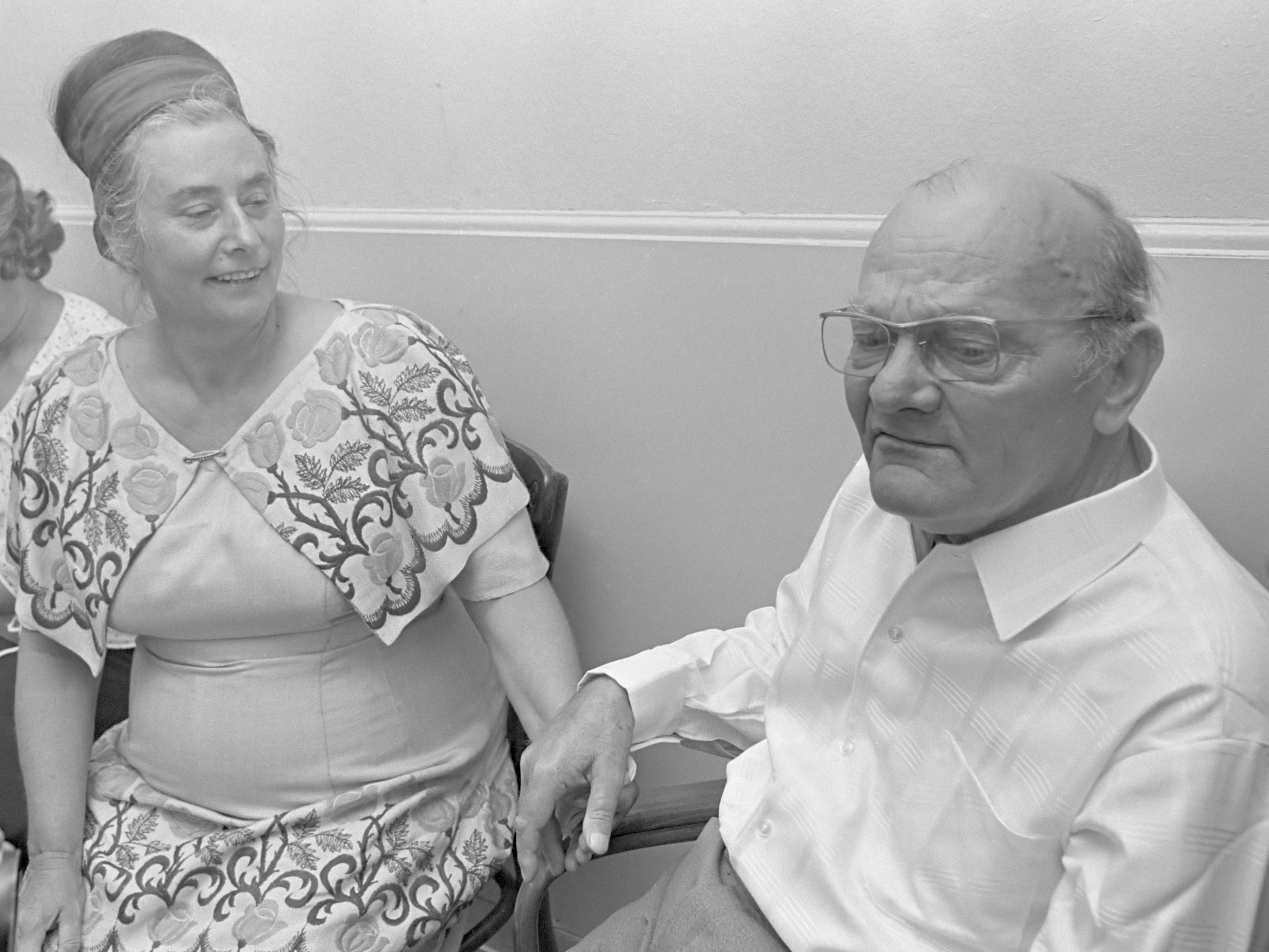
Mientje en Lou Voorthuijzen (1967)

## Levensloop
Voorthuijzen groeide op in Breezand, in de kop van Noord-Holland. Aanvankelijk streng gereformeerd, kwam hij, net als de rest van het gezin Voorthuijzen, enige tijd onder invloed van de baptistische evangelist Jelle Adema en de lokale pinkstergemeente.
Op 28 maart 1924 trouwde hij met Trijntje Tiel, dochter van een rijke boer. Hij koos voor het beroep van visser dat hij aanvankelijk in Den Oever en vanaf 1938 in Muiden uitoefende.

### Mystieke ervaringen
In 1942 werd het huwelijk ontbonden. Voorthuijzen had toen al enige tijd een relatie met de Baarnse Mien Wiertz, in wie hij vanaf hun eerste ontmoeting "een gevoel van liefde" losmaakte, zoals Mien later vertelde: "En die liefde was universeel, voor de hele mensheid bedoeld."  Wiertz, die zelf een atheïstische achtergrond had, was onder de indruk van Voorthuijzens religieuze uiteenzettingen.
In 1927 had Voorthuijzen naar eigen zeggen een mystieke ervaring die voor hem aanleiding was om vanaf 1950 te komen tot zijn verkondiging. Aan het strand van de Zuiderzee had hij 's nachts een ster gezien terwijl hij de woorden "Zie het teken van de Zoon des Mensen" hoorde. Vervolgens vertelde hij dat hij over een poel met drijfzand was gelopen, zonder erin weg te zakken. Toen hij even later terugging naar die plek zag hij zijn voetafdrukken in het slib en toen hij opnieuw over die voetafdrukken wilde lopen, zakte hij er diep in weg.
Zijn vrouw Mien Wiertz concludeerde dat Voorthuijzen God was en dat hij de taak had om de mensheid van de duivel te redden. Ze drong er regelmatig bij hem op aan dat toe te geven. Hij gaf deze verklaring daadwerkelijk toen Wiertz in 1950 met roodvonk in het ziekenhuis lag. Voorthuijzen vertelde haar dat hij een nieuwe mystieke ervaring had gehad, waarbij hem duidelijk was geworden dat hij inmiddels de duivel in zichzelf had overwonnen en daardoor God was geworden.
Hij beweerde dat hij de Messias was.

### Lou de Palingboer
Voorthuijzen verkocht zijn boten en vond emplooi als marktkoopman op de Dappermarkt in Amsterdam, waar hij bekend werd als Lou de Palingboer. Vanachter zijn kraam preekte hij dat hij "het opstandingslichaam van Jezus Christus" was. In een nabijgelegen koffiehuis gaf hij, wanneer daarvoor belangstelling bestond, verdere uitleg. Er vormde zich zo een kring van volgelingen om hem. Vanaf 1954 gaf hij voor deze Lou-mensen en andere geïnteresseerden wekelijks bijeenkomsten in de zalen van Frascati en De Brakke Grond, waar hij de toehoorders met een mengeling van mystieke taal en Amsterdamse volkshumor te woord stond.

### Het Witte Huis
De verzekeraar L.H. Voogt, zelf volledig in Lou, kocht in 1957 een huis in Muiderberg (Naarderstraatweg) waar Lou en Mientje konden wonen. De villa, die het Witte Huis werd genoemd, werd een pelgrimsoord. Diverse aanhangers van Lou bleven in het Witte Huis wonen. Hij bracht de dag door met het roken van sigaren, het drinken van jenever en het vertellen van niet altijd even duidelijke, mystieke verhalen.
Hier ontwikkelde zich de gewoonte van het "aanliggen": vrouwelijke volgelingen mochten enige tijd Voorthuijzens lichaamskracht voelen door zich tegen zijn borst te vlijen. Het was de bedoeling om in Lou te komen. In Lou zou iemand pas werkelijk verlost zijn van de duivel. De beweging vertoonde steeds meer tekenen van een sekte.
De Lou-mensen waren inmiddels, in volgorde van belang, verdeeld in metgezellinnen, engelen, zonen en dochters. Er ontstonden spanningen tussen echtelieden die niet allebei in Lou waren. Voor de volgelingen gold een verbod op seksueel verkeer, waardoor verschillende huwelijken stuk liepen en Voorthuijzen bij diverse echtscheidingszaken betrokken raakte.
Voorthuijzen verkondigde dat hij, omdat hij God was, niet kon sterven. Sommige volgelingen meenden dat onsterfelijkheid ook voor hen gold en weigerden een arts te bezoeken wanneer ze ziek waren. In november 1955 overleed het veertien maanden oude zoontje van een der volgelingen door gebrek aan medische hulp. In het daarop volgende proces werd Voorthuijzen tot één dag gevangenisstraf veroordeeld.
Er staken geruchten de kop op dat de wereld volgens Voorthuijzen op korte termijn aan ioniserende straling ten onder zou gaan, en dat slechts Lou-mensen van die ondergang waren uitgezonderd.
Lou raakte door deze ontwikkelingen meer en meer omstreden. Hij verhuisde met zijn volgelingen naar een door een van zijn aartsengelen gekochte arbeiderswoning in de Noord-Limburgse plaats America. Nadat hij niet wilde getuigen in een echtscheidingszaak week hij in 1968 uit naar Agimont in België. Hij was toen al ziek.
De beweging had op haar hoogtepunt circa 500 tot 600 directe aanhangers. Daarbuiten oefende Lou ook op anderen invloed uit.

### De dood van “God”

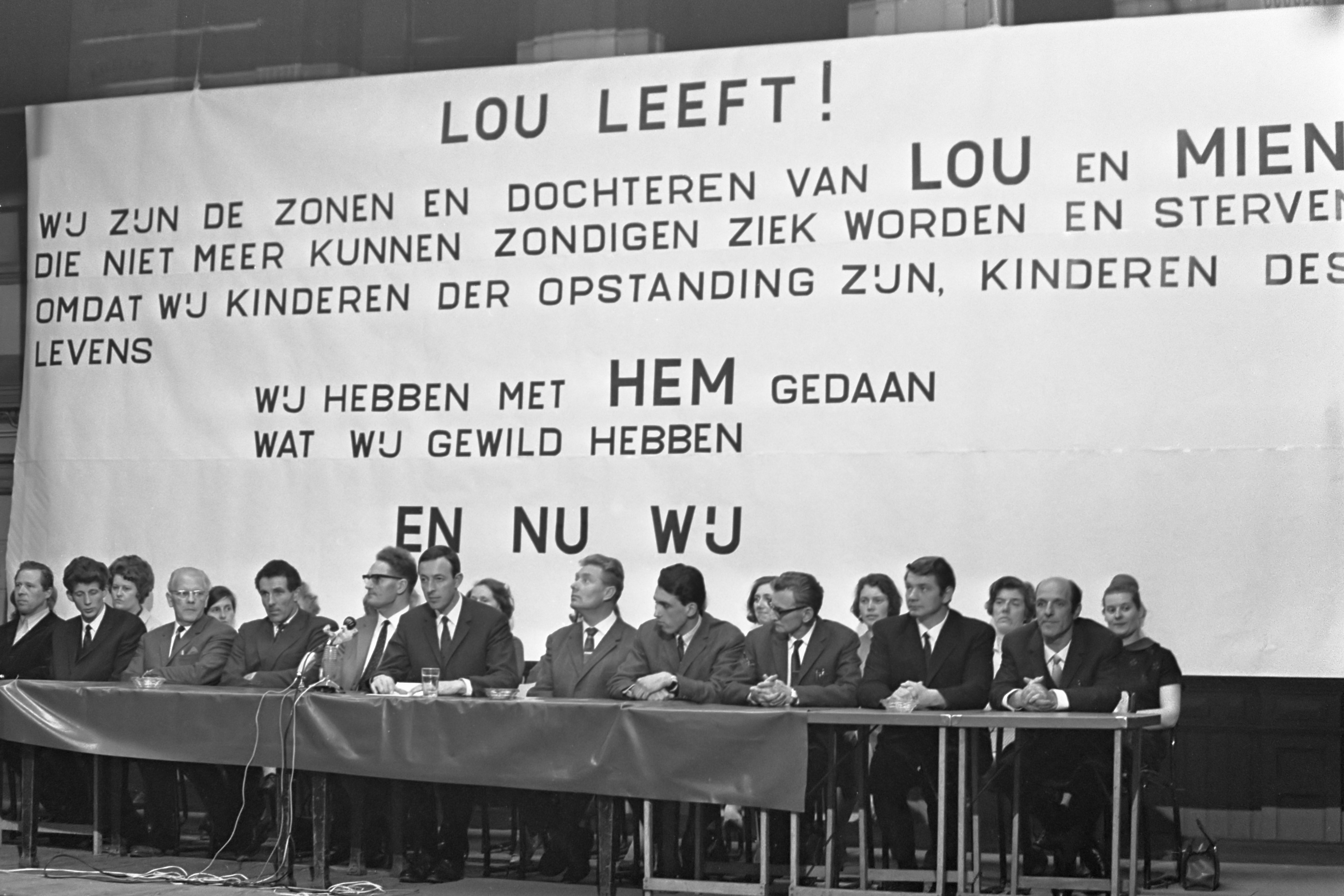
Aanhangers bijeen in Frascati op 2 april 1968

Toen Voorthuijzens gezondheidstoestand verslechterde, ontstond onder de Lou-mensen die hem omringden discussie over de vraag of ze iemand die onsterfelijk is wel of niet naar het ziekenhuis moesten brengen. Toen hij op 23 maart 1968 stierf werd door de volgelingen gepoogd hem weer tot leven te brengen door op hem te gaan liggen om hem zodoende warm te houden en ook urenlang "Lou kom terug!" te roepen. Na enkele dagen werd hij toch begraven.
De bijeenkomsten in Frascati waren sinds Voorthuijzens vertrek uit Amsterdam door blijven gaan. Op de eerste dinsdag na zijn overlijden werd het nieuws daar officieel bekendgemaakt. Mientje, die in 2005 nog steeds in Lou was, weet de dood van de vleesgeworden “God” aan de zondigheid van de groep volgelingen die hem omringde.

## Na zijn dood
Na het overlijden van Voorthuijzen in het dorpje Sclayn, iets ten oosten van Namen in België, werd Mientje de centrale en gezaghebbende persoon. Het drukken en verspreiden van het tijdschrift Lou ging gewoon door, in meerdere talen. De Franstalige uitgave werd met colportageteams onder andere in Luik verspreid. De drukkerij en de groep waren gehuisvest in een oude villa met een aantal bijgebouwen. Het lichaam van Voorthuijzen is op de gemeentelijke begraafplaats van Sclayn bijgezet.
Omstreeks 1972 was de groep onder leiding van Mientje verhuisd naar een boerderij in de buurt van Kasterlee, iets ten zuiden van Turnhout. Weer later ging ze met haar zonen naar Nederland en ging wonen in een vrijstaand huis in Grashoek, in de Limburgse Peel. Daarvoor, in de zestiger jaren, hadden Lou en Mientje in Nederlands Limburg gewoond; aan de Veenweg in het dorpje America. Vermoedelijk is het geld dat vrijkwam uit het huis in Muiderberg in het huis in Grashoek gestopt. Ten slotte is het pand door Mientje en haar zonen verkocht en vertrok ze naar Spanje. In haar laatste jaren kreeg Wiertz veel hulp van haar trouwe aanhanger Paul Kuijl.
De meeste aanhangers van het eerste uur hadden het laten afweten. Onder andere Voorthuijzens vroegere collega bij het vissen, Evert Schoonheden uit Muiden, wilde er niets meer van weten. Ook Ansje van Bela, beter bekend als Ans Stamenkowitch uit de Rijnstraat in Amsterdam, had zich helemaal teruggetrokken.
Naast aanhangers van Voorthuijzen waren er mensen die hem bestudeerden, zoals theologen, sociale wetenschappers en journalisten. Daartoe behoorde ook Frits Kief, een radicale atheïst die altijd onder het gehoor te vinden was. Af en toe schreef hij er iets over, bijvoorbeeld in Vrij Nederland. De antropoloog en journalist A. E. Bayer schreef iets milder over Lou in o.a. De Groene Amsterdammer. Ook Harry Mulisch en Jan Hein Donner bezochten de beweging van Lou de Palingboer; Mulisch beschrijft dat bezoek in Voer voor psychologen.
In maart 2005 woonde de toen 90 jaar oude Wiertz nog steeds in Spanje, in Figueres, dicht bij het Dalí Theatermuseum. Haar vertrouwenspersonen waren daar Paul Kuijl (*1947) en Corrie Korving. Over de lotgevallen van haar beide zonen Lourens Voorthuijzen (*1949) en Jan Voorthuijzen (*1951) is dan niets meer bekend. Haar voormalige vertrouwenspersoon Geerdes (*1927) was uit beeld verdwenen. Samen met Albert Junker uit Hamburg had Geerdes de overlijdensaangifte en de zinken lijkkist van Voorthuijzen geregeld. De aanhangers bleven er rekening mee houden dat de onsterfelijk geachte Lou toch nog uit zijn graf zou kunnen opstaan. Mientje vertelde aan iedereen dat Lou doodgegaan was vanwege de onderlinge ruzies tussen zijn volgelingen. Met zijn dood had hij daarom iedereen gestraft.